# Ex Oriente Lux
Ex Oriente Lux – album zespołu Asgaard wydany w 2001 roku nakładem wytwórni Metal Mind. Nagrania znalazły się na 55. miejscu listy bestsellerów w Polsce.

## Lista utworów
Źródło
1. "Aegri Somnia" – 01:29
2. "Primus in Orbe Deos Fecit Timor" – 04:30
3. "Carpite Florem" – 05:15
4. "Miniaturka" – 00:36
5. "Cogitemus Corpus Esse Mortale" – 04:28
6. "Miniaturka" – 01:00
7. "Manibus Date Lilia Plenis" – 02:45
8. "Habent Sua Fata Imagines" – 03:21
9. "Miniaturka" – 00:32
10. "In Articulo Mortis" – 05:21
11. "Quem Di Diligunt, Adulescens Moritur" – 05:11
12. "Miniaturka" – 00:47
13. "Etiam Perire Ruinae" – 07:42

## Twórcy
Źródło.

- Przemysław Olbryt - wokal prowadzący
- Bartłomiej Kostrzewa - gitara rytmiczna, gitara prowadząca
- Jacek Monkiewicz - gitara basowa
- Roman Gołębiowski - perkusja
- Wojciech Kostrzewa - instrumenty klawiszowe
- Honorata Stawicka - skrzypce
- Arkadiusz "Malta" Malczewski - inżynieria dźwięku, miksowanie, mastering
- Tomasz "Graal" Daniłowicz - okładka, oprawa graficzna
- Wojciech Małek - zdjęcia